# リュビンコ・ドルロヴィッチ
リュビンコ・ドルロヴィッチ（セルビア語: Љубинко Друловић, ラテン文字転写: Ljubinko Drulović、1968年9月11日 - ）は、セルビアとポルトガルの元サッカー選手、サッカー指導者。ポジションはミッドフィールダー。

## 来歴
1996年12月にユーゴスラビア代表デビュー。1998 FIFAワールドカップではメンバーに選ばれたが、試合出場は無かった。UEFA EURO 2000では全4試合に出場、初戦・スロベニア戦では得点をあげた。2001年までに通算37試合に出場、3得点をあげた。

## 代表歴

### 出場大会
- ユーゴスラビア代表
  - 1998 FIFAワールドカップ

### 試合数
- 国際Aマッチ 37試合 3得点（1996年-2001年）[1]

| ユーゴスラビア代表 | 国際Aマッチ | 国際Aマッチ |
| 年                 | 出場        | 得点        |
| ------------------ | ----------- | ----------- |
| 1996               | 1           | 1           |
| 1997               | 10          | 0           |
| 1998               | 6           | 0           |
| 1999               | 6           | 1           |
| 2000               | 9           | 1           |
| 2001               | 5           | 0           |
| 通算               | 37          | 3           |